# Lidový dům (Olomouc)
Lidový dům je dvoupatrový dům v Olomouci, původně vystavěný v barokním slohu, na počátku 20. století pak značně přestavěný historizujícím způsobem. Dříve nesla stavba číslo 46 a stála na Coudní ulici (Landrichterei), po několikerém přejmenování ulice a přečíslování je současná adresa objektu 1. máje 832/16. V 19. století byla budova sídlem vojenského zásobovacího úřadu. Od roku 1909 byla známá jako Katolický dům a fungovala jako restaurace a centrum kulturní činnosti. V roce 1924 byla přejmenována na Lidový dům. Později ve 20. století byla známá také pod názvem U Posledního Přemyslovce a Vegeta. S odkazem na původní označení, Katolický dům, byla lidově nazývána též „Kaťák“.

## Historie

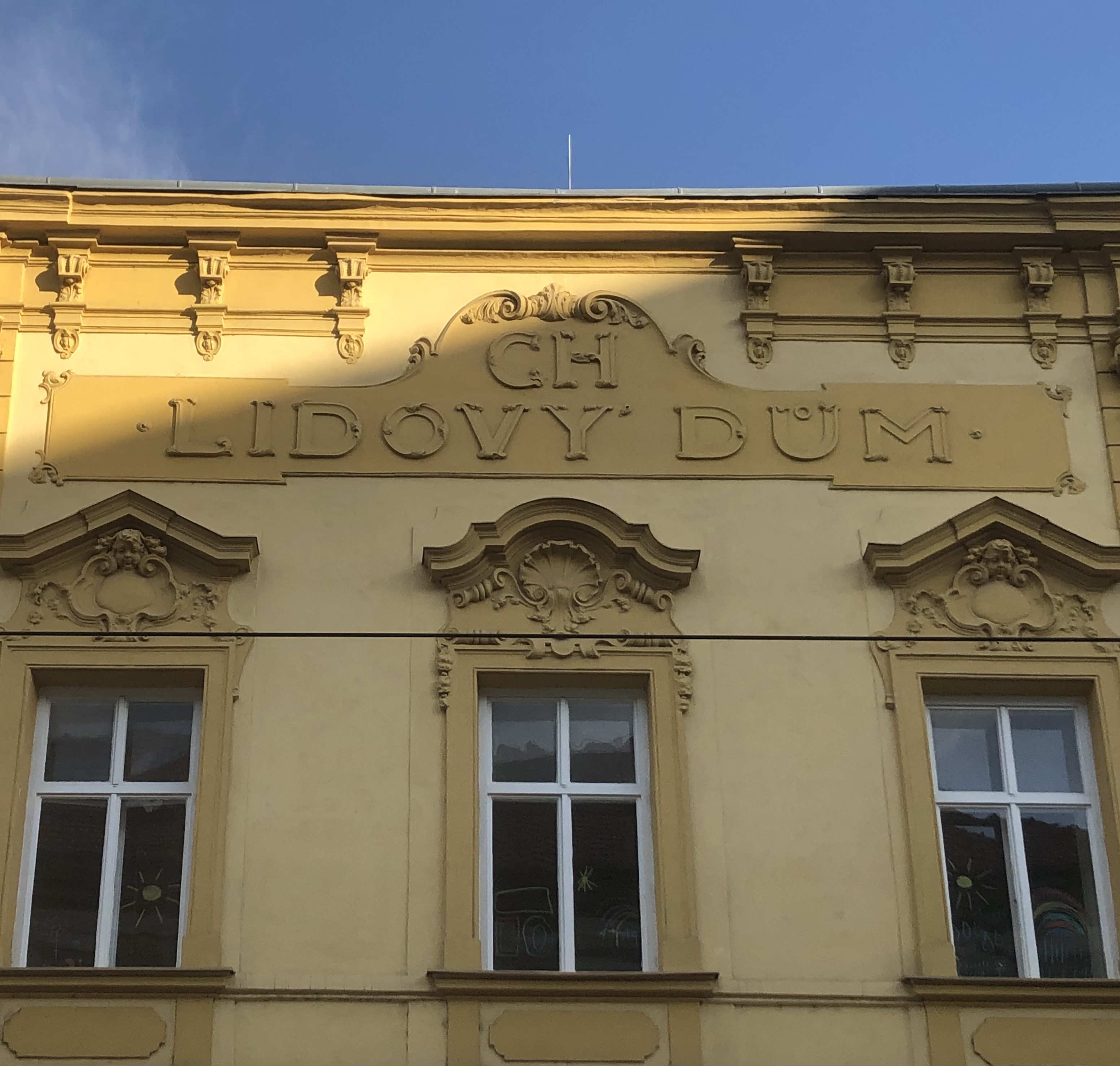
Detail názvu na historizující fasádě

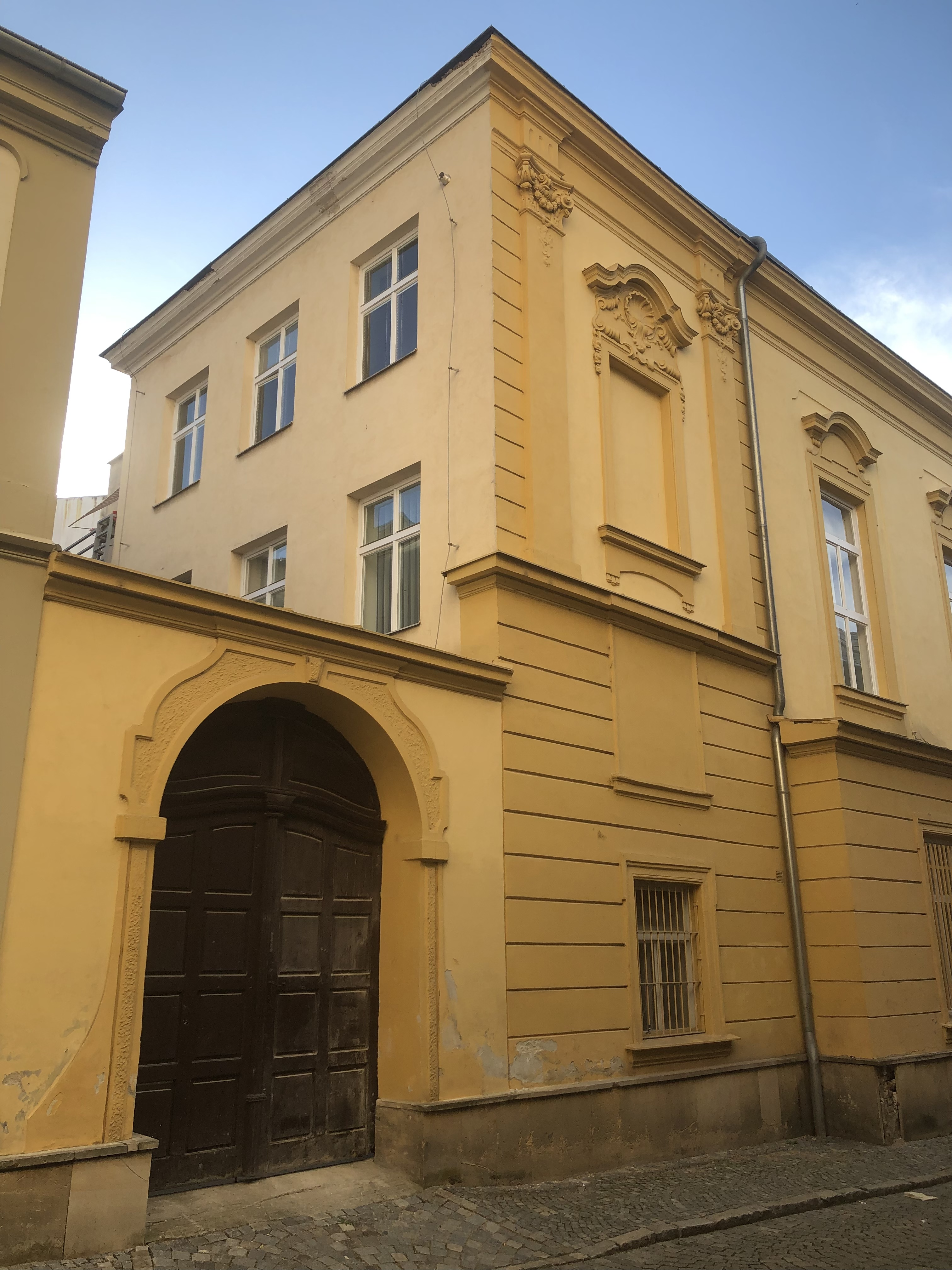
Vjezd do dvora v ulici Akademická

Místo, kde budova stojí, bylo již od středověku součástí olomouckého Předhradí. Dům byl postaven jako barokní po roce 1708, později došlo k výrazné novodobé přestavbě v historizujícím duchu. Podle ČÚZK byla přestavba dokončena 18. prosince 1909. Stavba má bohatou fasádu s nápisem „Lidový dům“ a dvě patra, přičemž první patro je vysoké a nachází se v něm sál. K domu bylo rovněž přistaveno křídlo, které vystupuje do dvora. Ve sklepě se nachází valená klenba a hodnotný je také krov a zbytky štukové interiérové výzdoby. V 19. století budova sloužila armádě, k roku 1877 je uváděna jako sídlo vojenského zásobovacího úřadu (k. k. Verpflegsamt).
V roce 1908 rozhodl spolek s názvem „Katolický dům v Olomouci“ o zřízení domu, pod provoláním byl podepsán Mořic Hruban. Ke slavnostnímu otevření pak došlo v neděli 17. října 1909. Restauratér František Siche v budově provozoval „velkorestauraci I. řádu“ se zvláštně upravenými místnostmi pro svatební hostiny, bankety a další akce. Národní listy tvrdily, že se klerikální strany zřízením vlastního podniku odštěpily od české společnosti. Zřízení Katolického domu se pak stalo vzorem pro podobné snahy katolických kruhů v dalších městech.
V roce 1914 vznikl záměr zbudovat nový Katolický dům na místě bývalé olomoucké zbrojnice na Biskupském náměstí, jež měla být přestavena na hotel a kavárnu; původní Katolický dům měl být zužitkován jinak. V roce 1924 byla budova přejmenována na Lidový dům. Na území Olomouce se nacházejí i další dvě budovy označované jako Katolický dům: budova na Svatém kopečku, pozdější Hospic na Svatém Kopečku, a jednopatrový dům využívaný farností sv. Václava (Mlčochova 814/5).

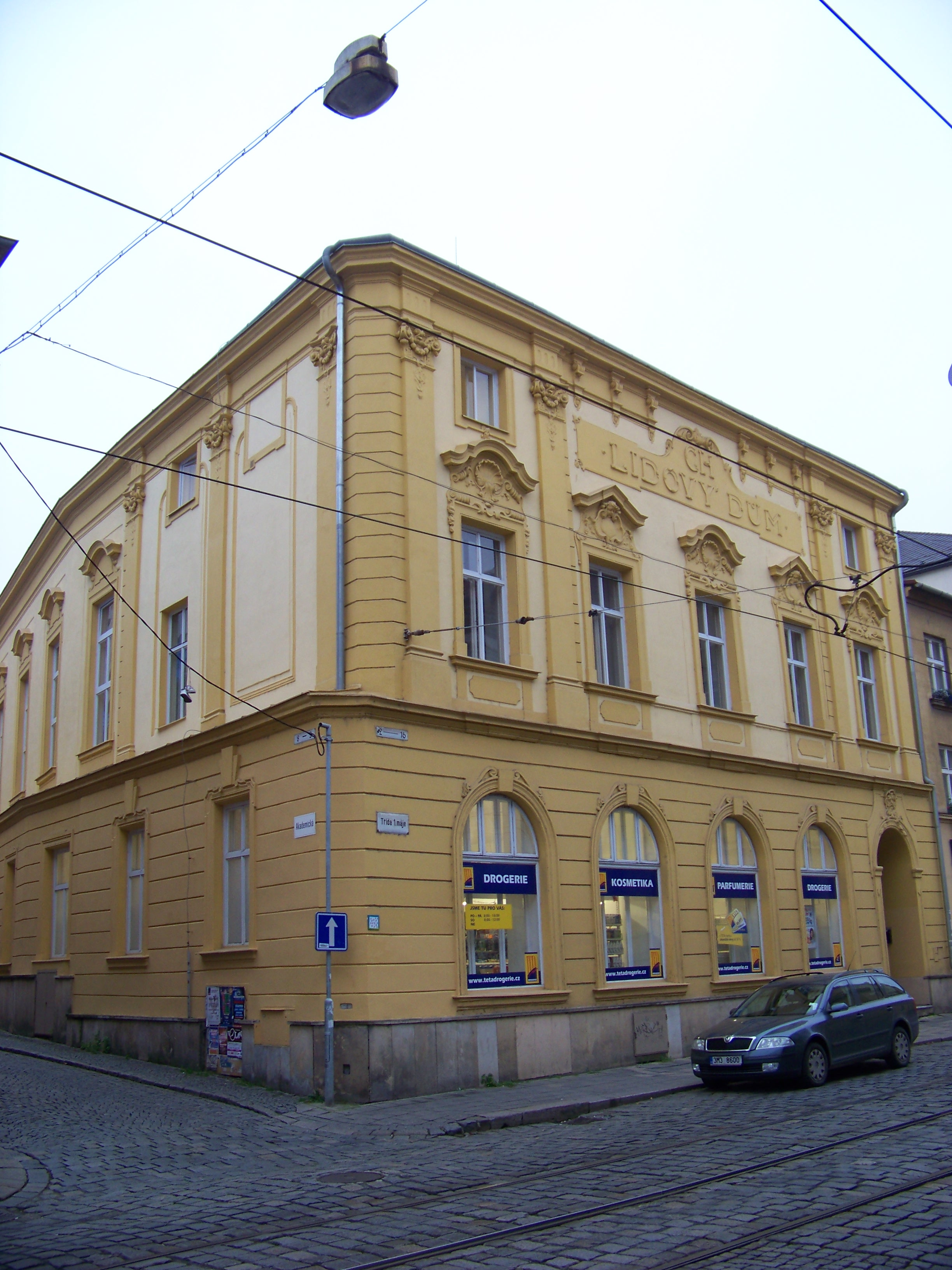
Dům v roce 2015, kdy se v přízemí nacházela drogerie

11. června 1959 byla v domě otevřena „vegetářská a dietní restaurace“ Vegeta, která nabízela zeleninová, moučná a vaječná jídla a pokrmy z drůbežího a rybího masa. Dietní požadavky splňovala také nepřítomnost koncentrovaných lihovin, nicméně pivo, přírodní víno, ovocné poháry, zapékanou zmrzlinu a další pochutiny podnik nabízel. Josef Bieberle uvedl, že oblíbenou místní postavou byla „tlustá hostinská Andula“, která často návštěvníkům z řad přírodovědecké fakulty nalévala na dluh. Mezi ní a studenty došlo na kolejích k blíže neurčené sexuální aféře, za kterou se čtyři zúčastnění museli veřejně kát a byli z ubytování vyloučeni.
Od roku 1954 bylo v sále domu předváděno rovněž loutkové divadlo, jedním z prvních představení byla hra Sněženka a trpaslíci, kterou předvedl kroužek Rudý koutek při správě Ostravské dráhy v Olomouci.

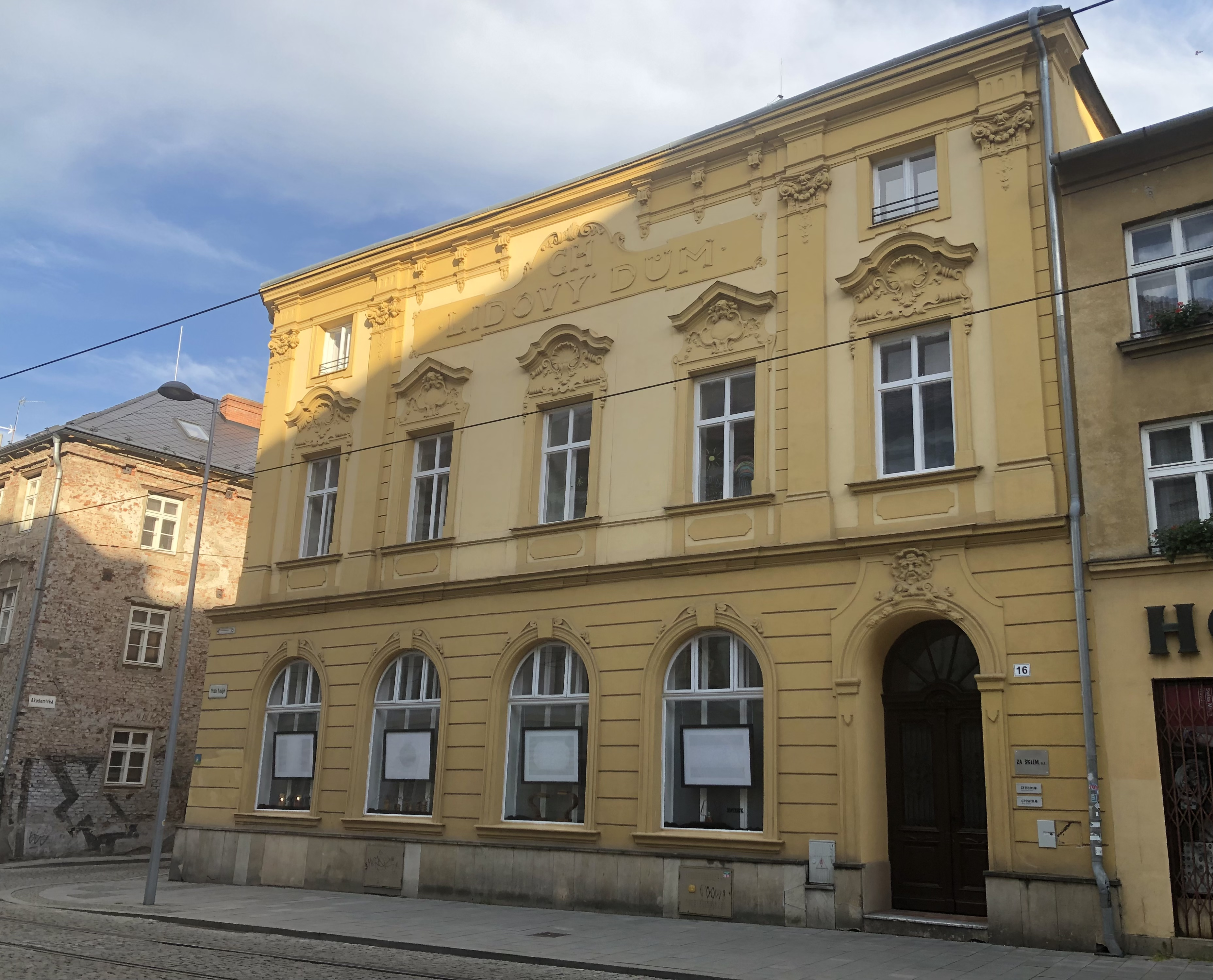
Pohled na Lidový dům z ulice 1. máje (2022)